# Rosie the Riveter/World War II Home Front National Historical Park

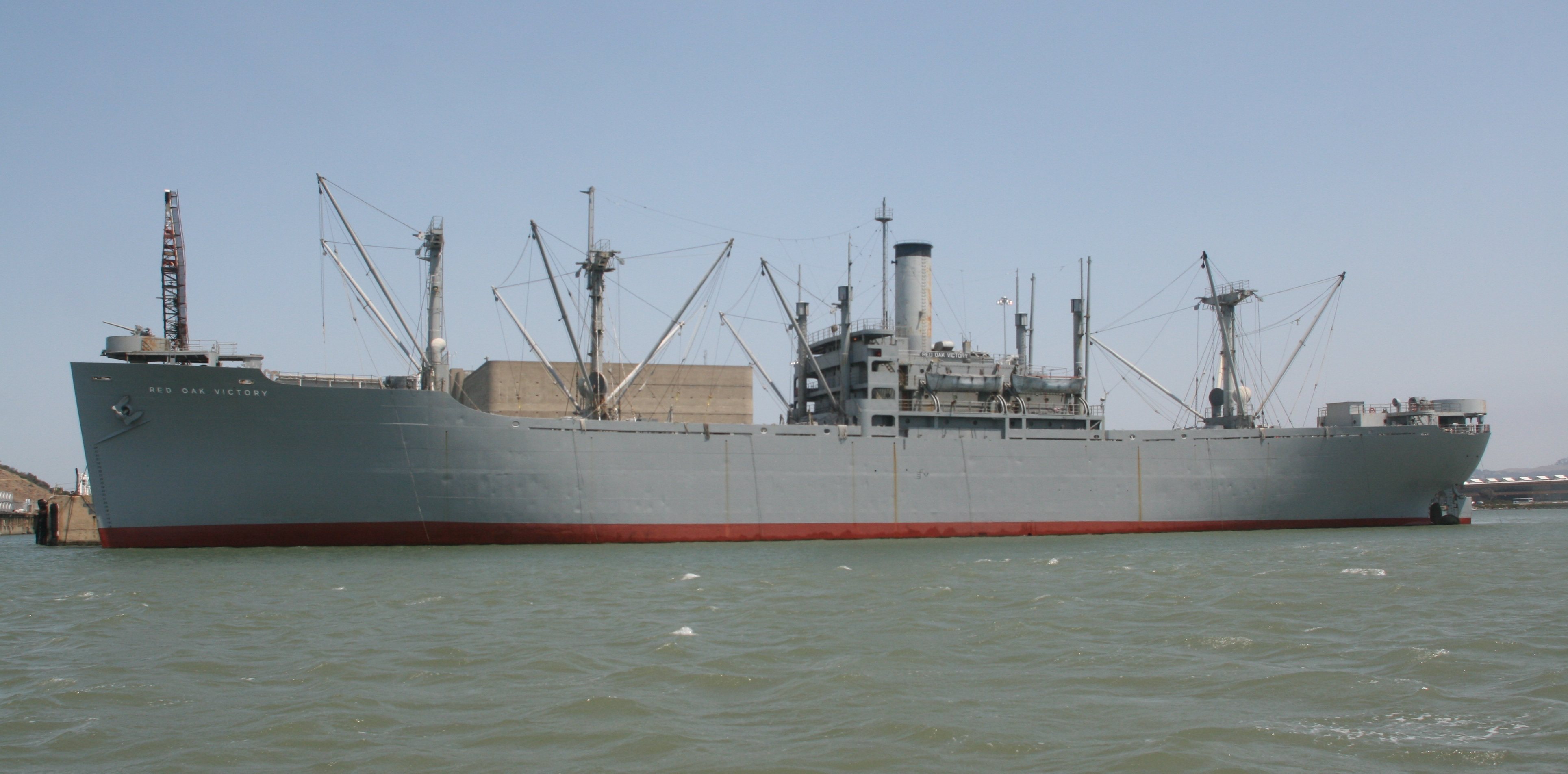
SS Red Oak Victory

Het Rosie the Riveter/World War II Home Front National Historical Park is een park in de stad Richmond in Contra Costa County, in de Amerikaanse staat Californië. In het park staan een aantal historische constructies die in de jaren 1940 werden gebouwd om Amerika's deelname in de Tweede Wereldoorlog te ondersteunen. Het is 59 hectare groot en ligt aan de Baai van San Francisco in de haven van Richmond, ten zuiden van het stadscentrum.
Het park is een zogenaamd partnership park, wat inhoudt dat de grond noch de gebouwen eigendom zijn van de National Park Service, terwijl dat agentschap wel instaat voor het beheer ervan. Het National Historical Park werd in 2000 opgericht en wordt nog steeds verder uitgebouwd. In 2007 lastte de stad rondritten met de bus in. Er zijn ook zelf-gegidste autorondritten beschikbaar, alsook een wandelroute. Het park is het hele jaar open, van de dageraad tot de valavond.
Het Rosie the Riveter-park werd opgericht naar aanleiding van de bouw van een monument voor Rosie the Riveter, een symbool voor al de Amerikaanse vrouwen die tijdens de Tweede Wereldoorlog in de fabrieken werkten en de (oorlogs)economie van de VS onderhielden. In Richmond werkten er veel "Rosies" in de vier scheepswerven die samen 747 schepen produceerden, meer dan eender welke ander plaats in de VS. Richmond huisvestte verschillende takken van de oorlogsindustrie en groeide op korte tijd van 24.000 naar 100.000 inwoners. De Rosie Memorial werd in het Marina Bay Park gebouwd, op de plaats van een van de voormalige scheepswerven, en heeft de lengte van een Liberty-schip.
Andere onderdelen van het Rosie the Riveter/World War II Home Front National Historical Park zijn de scheepswerven van Richmond, de Ford-fabriek van Richmond, de grootste nieuwe fabriek aan de Amerikaanse westkust tijdens de Tweede Wereldoorlog, en de SS Red Oak Victory, nu een museumschip. Dan zijn er nog het Atchison Village Housing Project, het Kaiser Richmond Field Hospital, de Maritime and Ruth Powers Child Development Centers en het Lucretia Edwards Shoreline Park.